# Nokia Série N

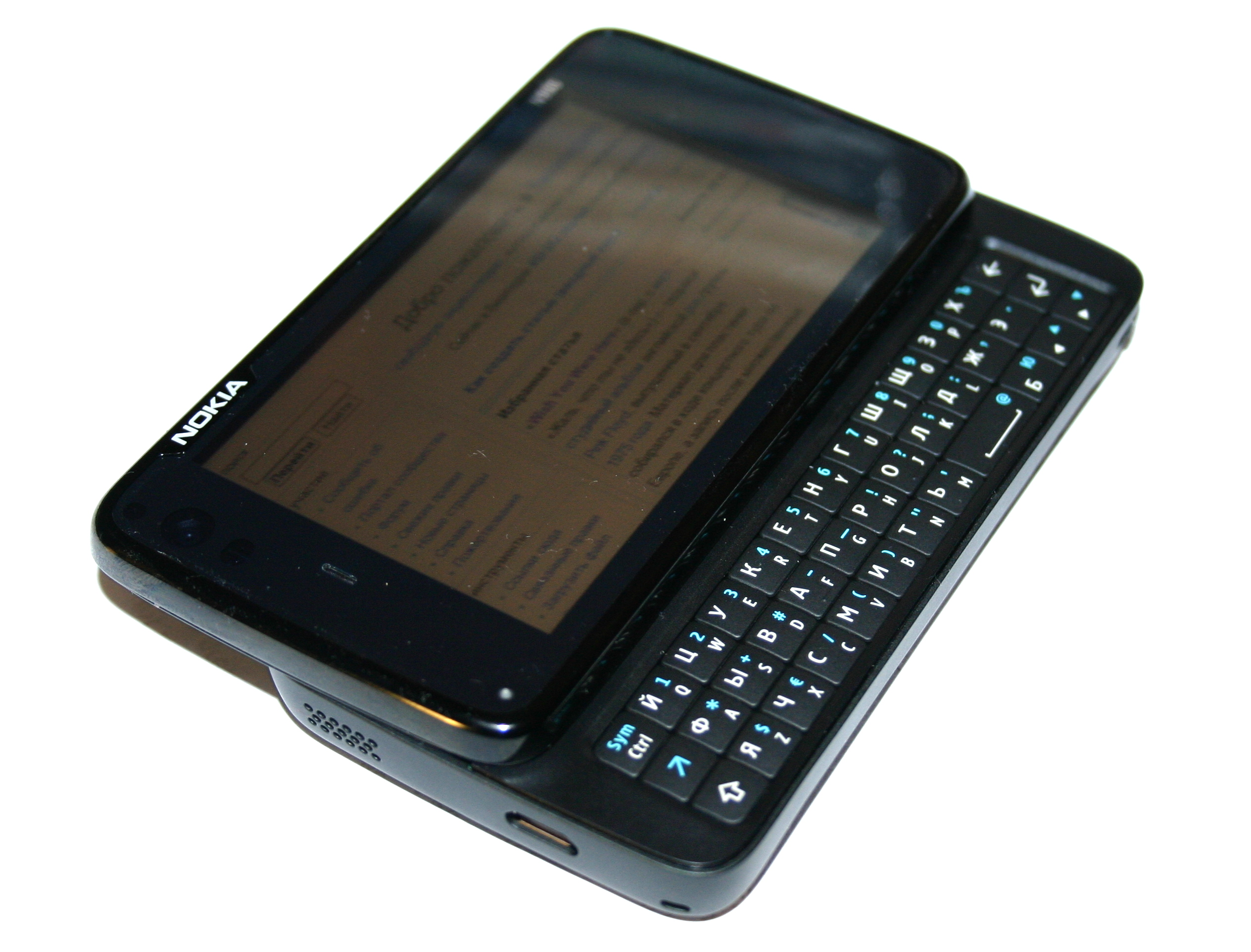
Nokia N900

La Série N est une famille de téléphones portables multimédia ou smartphones de la marque Nokia depuis 2005. Ils comportent généralement un lecteur multimédia, un appareil photo pour la photo et la vidéo, des jeux et des services internet. Ils comportent aussi le haut débit mobile (3G/3G+), le Wi-Fi et le GPS.
Ce sont des mobiles "haut de gamme" car ils comportent les dernières technologies.

## Histoire
Le 27 avril 2005, Nokia annonce une nouvelle série de téléphones lors d'une conférence de presse à Amsterdam, la Série N.
- Les 3 premiers téléphones annoncés lors de la conférence sont le Nokia N70, Nokia N90 et le Nokia N91.

- Le 2 novembre 2005, Nokia annonce le Nokia N71, le Nokia N80, le Nokia N92[2].

- Le 26 avril 2006, Nokia annonce le Nokia N72, le Nokia N73 et le Nokia N93.

- Le 26 septembre 2006, Nokia annonce le Nokia N75 et le Nokia N95.

- Le 8 janvier 2007, Nokia annonce le Nokia N76, le Nokia N77 et le Nokia N93i.

- Le 29 août 2007, Nokia annonce le Nokia N95 8 Go,le Nokia N81 et le Nokia N81 8 Go.

- Le 14 novembre 2007, Nokia annonce le Nokia N82 (c'est le premier téléphone Nokia avec un flash Xénon, comme sur un vrai appareil photo numérique).

- Lors du GSMA 2008 de Barcelone les Nokia N96[3] et Nokia N78[4] sont annoncés.

- À la fin du mois d'août 2008, Nokia annonce 2 nouveaux téléphones, le Nokia N79 et le Nokia N85[5],[6].

- Le 2 décembre 2008, Nokia annonce le Nokia N97[7].

- Le 17 février 2009, Nokia annonce le Nokia N86 8Mp (c'est le premier téléphone Nokia avec un APN de 8 Mpx)[8].

## Caractéristiques
- Lecteur multimédia
- GPS.
- Wi-Fi.
- 3G/3G+.
- Symbian OS ou Maemo.
- Fonctionnalités avancés.

## Système d'exploitation
Le premier téléphone, le N90i et le N70 utilisaient le système d'exploitation Symbian 8.1.
Puis il y a eu la version 9 de Symbian (sauf le N72, qui été basé sur le N70).
Les Nokia N800, Nokia N810 et Nokia N900 n'utilisent pas Symbian mais une forme dérivée de Linux (Maemo).